# Internodium (Botanik)

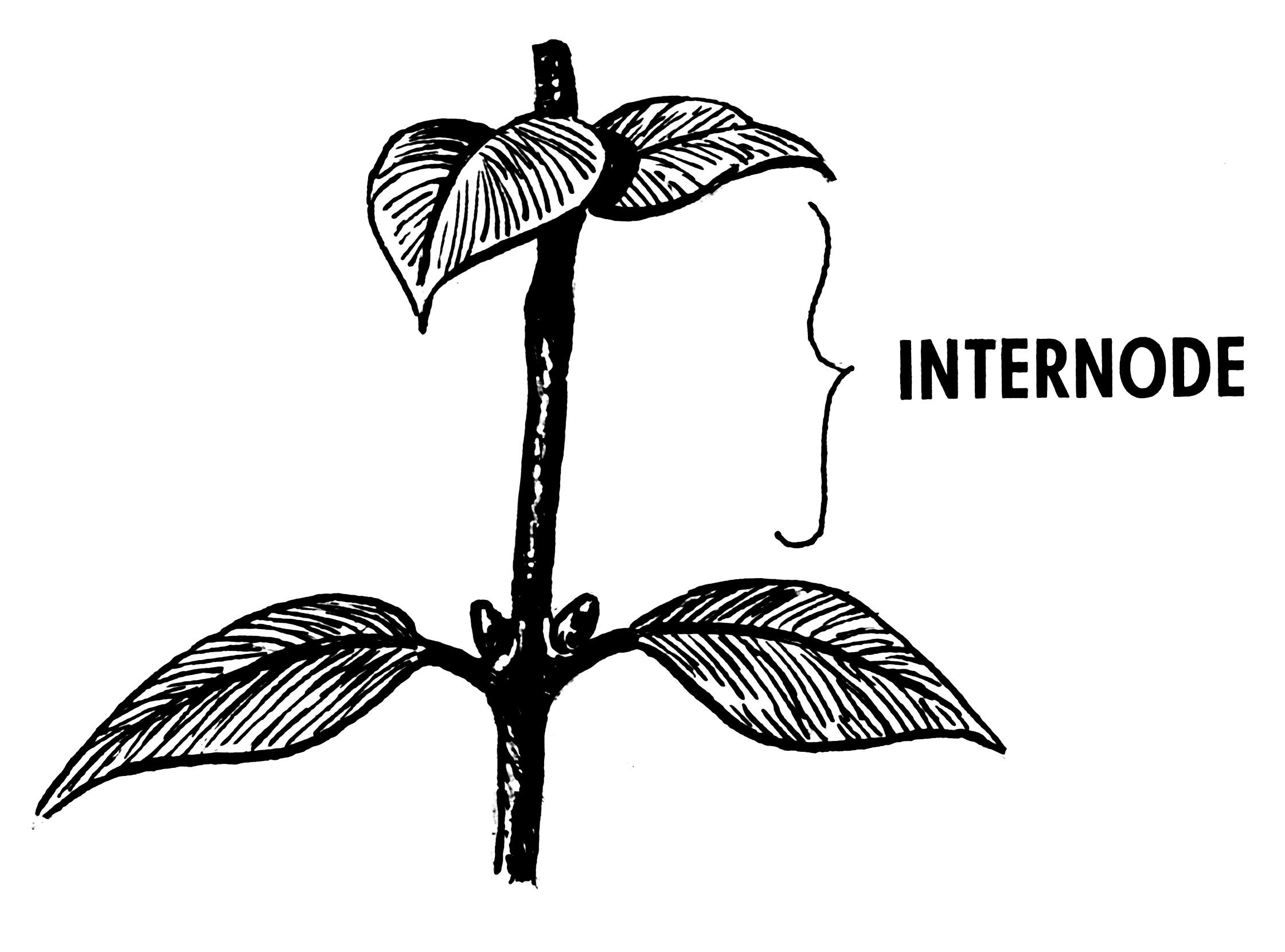
Internodium

Das Internodium bezeichnet in der Botanik den Teil einer Sprossachse zwischen zwei Knoten (Nodi), der definitionsgemäß keine Blätter trägt. In übertragenem Sinn wird die Bezeichnung bei den Armleuchteralgen (Characeae) und anderen Algen für den Teil des Thallus gebraucht, der sich zwischen den Ansatzstellen der wirteligen Verzweigungen befindet. Der deutsche Name lautet Zwischenwirtelstück.
Der Begriff Internodium findet sich in dieser heutigen Bedeutung bereits bei Plinius und in der frühen Neuzeit etwa 1542 bei Leonhart Fuchs.